# Kerkplanting
Kerkplanting (ook wel: gemeentestichting of ecclesiogenese) is het stichten van nieuwe christelijke geloofsgemeenschappen, meestal met een missionaire doelstelling. Als zodanig speelt het een rol in christelijke zending.
Het begrip komt voor het eerst voor in de 2e eeuw, bij de kerkvader Ireneüs. Vanaf de 16e eeuw wordt de term plantatio ecclesiae gebruikt als aanduiding voor de uitbreiding van de kerk naar nieuwe gebiedsdelen, vooral in de gekoloniseerde gebieden in Zuid-Amerika. Het Latijnse begrip betekent letterlijk "planting van de kerk" (in het enkelvoud) en slaat dus vooral op het stichten van een grote "volkskerk" naar Europees model, in gebieden waar deze nog niet aanwezig is. In de rooms-katholieke traditie is dit de gebruikelijke betekenis gebleven van kerkplanting.
In de protestantse traditie heeft de term vooral betrekking op het vermenigvuldigen van plaatselijke geloofsgemeenschappen ("gemeenten" of "congregaties"). Hier kan kerkplanting ook betrekking hebben op het vermenigvuldigen van geloofsgemeenschappen in gebieden waar de christelijke kerk al vertegenwoordigd is.